# أعمال الشغب في هونغ كونغ 1967
أعمال الشغب في هونغ كونغ عام 1967 كانت أعمال شغب واسعة النطاق ضد حكومة هونغ كونغ البريطانية من قبل مؤيدي الحزب الشيوعي الصيني (سي سي بّي)، على خلفية الثورة الثقافية في جمهورية الصين الشعبية (بّي أر سي).
بدأت كنزاع عمالي صغير، ثم تصاعدت المظاهرات إلى احتجاجات واسعة النطاق ضد الحكم الاستعماري البريطاني. دفع استخدام العبوات الناسفة والمولوتوف (الزجاجات الحارقة) من قبل المتظاهرين المؤيدين للحزب الشيوعي الصيني قوة شرطة هونغ كونغ إلى اقتحام معاقل المتظاهرين واعتقال قادتهم. وقتلت هذه القنابل عددًا من ضباط الشرطة والمدنيين، مثلما قُتل عدد من المتظاهرين في المداهمات. نظرًا إلى أن العديد من القنابل صُنعت في المدارس ذات الميول الشيوعية، فقد أغلق الحاكم ديفيد ترينش تلك المدارس وحظر المطبوعات الشيوعية.
كانت هذه أول سلسلة من أعمال الشغب منذ أعمال الشغب في هونغ كونغ عام 1956. وبعد ذلك، أضاءت حكومة هونغ كونغ البريطانية علنًا على فشلها في معالجة بعض المظالم الاجتماعية ونفذت إصلاحات اجتماعية كبيرة.

## التوترات
كانت المظاهرات وأعمال الشغب الأولية عبارة عن نزاعات عمالية بدأت في وقت مبكر من مايو عام 1967 في شركات الشحن وسيارات الأجرة والمنسوجات والإسمنت وعلى وجه الخصوص مصانع الزهور الاصطناعية في هونغ كونغ، حيث كان هناك 174 نقابيًا مؤيدًا للحزب الشيوعي الصيني. وكانت النقابات التي تبنت القضية كلها ضمن أعضاء اتحاد نقابات عمال هونغ كونغ وكولون ولها علاقات قوية ببكين.
كان المناخ السياسي متوترًا في هونغ كونغ في ربيع عام 1967. وفي شمال حدود المستعمرة البريطانية، كانت جمهورية الصين الشعبية في حالة اضطراب. نفذ الحرس الأحمر عمليات تطهير واشتركوا في قتال داخلي، في حين اندلعت حادثة 12-3 التي رعاها المتظاهرون المؤيدون للحزب الشيوعي الصيني في مستعمرة ماكاو البرتغالية، إلى الغرب من هونغ كونغ، في ديسمبر عام 1966.
على الرغم من تدخل الجيش البرتغالي، لم يستعد النظام في ماكاو؛ وبعد إضراب عام في يناير عام 1967، وافقت الحكومة البرتغالية على تلبية العديد من مطالب اليسار، ووضع المستعمرة تحت السيطرة الفعلية لجمهورية الصين الشعبية. زاد التوتر في هونغ كونغ بسبب الثورة الثقافية المستمرة في الشمال. ونُظم ما يصل إلى 31 احتجاجًا.

## اندلاع العنف
في مايو، نشب نزاع عمالي في مصنع لإنتاج الزهور الاصطناعية في سان بو كونغ. اشتبك العمال المعتصمون مع الإدارة، واستدعيت شرطة مكافحة الشغب في 6 مايو. وفي اشتباكات عنيفة بين الشرطة وعمال الإضراب، اعتُقل 21 عاملًا، وأصيب عدد أكبر بكثير. واحتج ممثلو النقابة في أقسام الشرطة، لكنهم اعتقلوا أيضًا.
في اليوم التالي، اندلعت مظاهرات واسعة النطاق في شوارع هونغ كونغ. حمل العديد من المتظاهرين المؤيدين للحزب الشيوعي الصيني الكتب الحمراء الصغيرة في أيديهم اليسرى ورددوا الشعارات الشيوعية. اشتبكت قوة شرطة هونغ كونغ مع المتظاهرين واعتقلت 127 شخصًا آخرين. وفُرض حظر تجول واستدعيت جميع قوات الشرطة إلى الخدمة.
وأشادت الصحف في جمهورية الصين الشعبية بأنشطة المتظاهرين ووصفت تصرفات الحكومة الاستعمارية البريطانية بأنها «فظائع فاشية». وفي هونغ كونغ، أعربت الصحيفتان المواليتان لبكين تا كونغ باو ووين وي بو بالمثل عن دعمهما للمتظاهرين ومعارضتهما للحكومة الاستعمارية البريطانية.
في مقاطعة هونغ كونغ المركزية، وضعت مكبرات صوت كبيرة على سطح مبنى بنك الصين، وبثت الخطاب والدعاية المؤيدة للحزب الشيوعي الصيني، ما دفع السلطات البريطانية إلى الانتقام من خلال وضع مكبرات صوت أكبر تبث الأوبرا الكانتونية. ووضعت ملصقات على الجدران تحمل شعارات مثل «الدم مقابل الدم» و«اطهوا الخنزير ذو البشرة البيضاء» و«اقلوا الكلاب الصفراء الهاربة» و«تسقط الإمبريالية البريطانية» و«اشنقوا ديفيد ترينش»، في إشارة إلى الحاكم. ووزع الطلاب صحفًا تحتوي على معلومات حول الاضطرابات وخطاب مؤيد للحزب الشيوعي الصيني على الجمهور.
في 16 مايو، شكل النشطاء لجنة مواطني هونغ كونغ وكولون من جميع الدوائر من أجل النضال ضد اضطهاد هونغ كونغ البريطاني أو «لجنة النضال ضد البريطانيين» باختصار. وجرى تعيين يونغ كوونغ من اتحاد نقابات عمال هونغ كونغ وكولون رئيسًا لها. نظمت اللجنة ونسقت سلسلة من التظاهرات الكبيرة. تظاهر مئات من أنصار 17 منظمة يسارية مختلفة خارج مبنى الحكومة، مرددين شعارات شيوعية. في الوقت نفسه، بدأ العديد من العمال بالإضراب، مع تعطل خدمات النقل في هونغ كونغ بشكل خاص.
اندلعت المزيد من أعمال العنف في 22 مايو، إذ اعتقل 167 شخصًا آخرين. وبدأ المشاغبون بتبني أساليب أكثر تعقيدًا، مثل إلقاء الحجارة على الشرطة أو المركبات المارة، قبل أن يتراجعوا إلى «معاقل» اليسار مثل مكاتب الجرائد أو البنوك أو المتاجر بمجرد وصول الشرطة. وبدأ سقوط الضحايا بعد ذلك. وسُجل ما لا يقل عن ثماني حالات قتل للمتظاهرين قبل 1 يوليو، معظمهم بالرصاص أو بالضرب حتى الموت من قبل الشرطة.